# 馬哈薩門德縣
馬哈薩門德縣，是印度的一個縣，位於該國中部，由恰蒂斯加爾邦負責管轄，面積3,902平方公里，識字率為67.64%，2001年人口860,176，人口密度每平方公里220人。

## 外部連結
- 官方网站
- （页面存档备份，存于） List of places in Mahasamund

21°06′N 82°06′E / 21.100°N 82.100°E